# أليمانسي كادوغو
أليمانسي كادوغو (بالإنجليزية: Alimansi Kadogo)‏ (5 فبراير 1982 بأوغندا - ) هو لاعب كرة قدم أوغندي في مركز الوسط. شارك مع منتخب أوغندا لكرة القدم. أما مع النوادي، فقد لعب مع نادي الجيش الوطني الرواندي ونادي كامبالا سيتي ونادي ناكيفوبو فيلا وATRACO F.C. ‏.

## روابط خارجية
- أليمانسي كادوغو على موقع قاعدة بيانات كرة القدم.إي يو (الإنجليزية)
- أليمانسي كادوغو على موقع ناشيونال فوتبول تيمز (الإنجليزية)